# Sailing (Christopher Cross)
Sailing è un singolo del cantautore statunitense Christopher Cross, pubblicato il 15 giugno 1980 come estratto dal suo album di esordio Christopher Cross.

## Descrizione
Sailing ebbe un successo enorme, arrivando a vincere ben 3 Grammy Awards (miglior canzone, miglior disco d'esordio e miglior arrangiamento) nel 1981. È stata al primo posto nella classifica di vendite americana. Il canale satellitare americano VH1 l'ha definita come il più grande successo soft rock di tutti i tempi.
Il testo del brano parla della vela (in inglese sailing).

## Tracce (parziale)
7" USA 1979
1. Sailing – 4:15
2. Poor Shirley – 4:21

Durata totale: 8:36
CD singolo Germania 1992
1. Sailing – 4:14
2. Ride Like The Wind – 4:30
3. Minstrel Gigolo – 6:00

Durata totale: 14:44

## Formazione
- Christopher Cross - voce, chitarra a dodici corde
- Andy Salmon - basso
- Michael Omartian - pianoforte
- Rob Meurer - pianoforte elettrico
- Victor Feldman - percussioni
- Tommy Taylor - batteria

## Classifiche

### Classifiche settimanali
| Classifica (1980/81)             | Posizione massima |
| -------------------------------- | ----------------- |
| Australia                        | 46                |
| Belgio (Fiandre)                 | 38                |
| Canada                           | 1                 |
| Irlanda                          | 21                |
| Italia                           | 12                |
| Nuova Zelanda                    | 8                 |
| Paesi Bassi                      | 41                |
| Regno Unito                      | 48                |
| Stati Uniti                      | 1                 |
| Stati Uniti (adult contemporary) | 10                |

### Classifiche di fine anno
| Classifica (1980) | Posizione |
| ----------------- | --------- |
| Canada            | 24        |
| Stati Uniti       | 32        |
| Classifica (1981) | Posizione |
| Italia            | 67        |

## Altri utilizzi
- La compagnia di bandiera messicana Aeroméxico ha utilizzato il brano come jingle pubblicitario intorno alla metà degli anni ottanta.

## Cover (parziale)
Si contano non meno di una sessantina di cover del brano Sailing.
- Nel 1998 il gruppo NSYNC ha realizzato una cover di Sailing nel suo omonimo album d'esordio.[13]